# Giovanni Battista Melzi
Giovanni Battista Melzi (San Bartolomeo, 7 giugno 1844 – Milano, 17 settembre 1911) è stato un letterato ed enciclopedista italiano.
Si trasferì in gioventù a Parigi, dove collaborò con Pierre Larousse alla stesura del Grand Dictionnaire Universel du XIXe siècle. Insegnò lingua italiana alla École normale supérieure di Parigi.
Nel 1881 fece stampare dall'editore Garnier Freres di Parigi l'opera "Nuovo Dizionario Universale della Lingua Italiana, Storico, Geografico, Scientifico, Biografico, Mitologico, Ec.", di 964 pagine. Tornò poi in Italia e nel 1884 vide la luce la prima edizione stampata in Italia dell'opera, da parte dell'editore Riccardo Margeri di Napoli.
Nel 1890 l'opera fu stampata a Milano da Vallardi col titolo "Il Novissimo Melzi", in due volumi. Questa piccola enciclopedia divenne in breve tempo popolare e nel 1910 si raggiunsero già le 320 000 copie.
Attualmente l'opera, totalmente rivista e aggiornata, è edita sempre da Vallardi in un solo volume col titolo Dizionario enciclopedico Melzi, il nuovissimo.